# Nassariidae
Famille
Les Nassariidae sont une famille de mollusques gastéropodes aquatiques de l'ordre des Neogastropoda.

## Historique et dénomination

Bullia digitalis

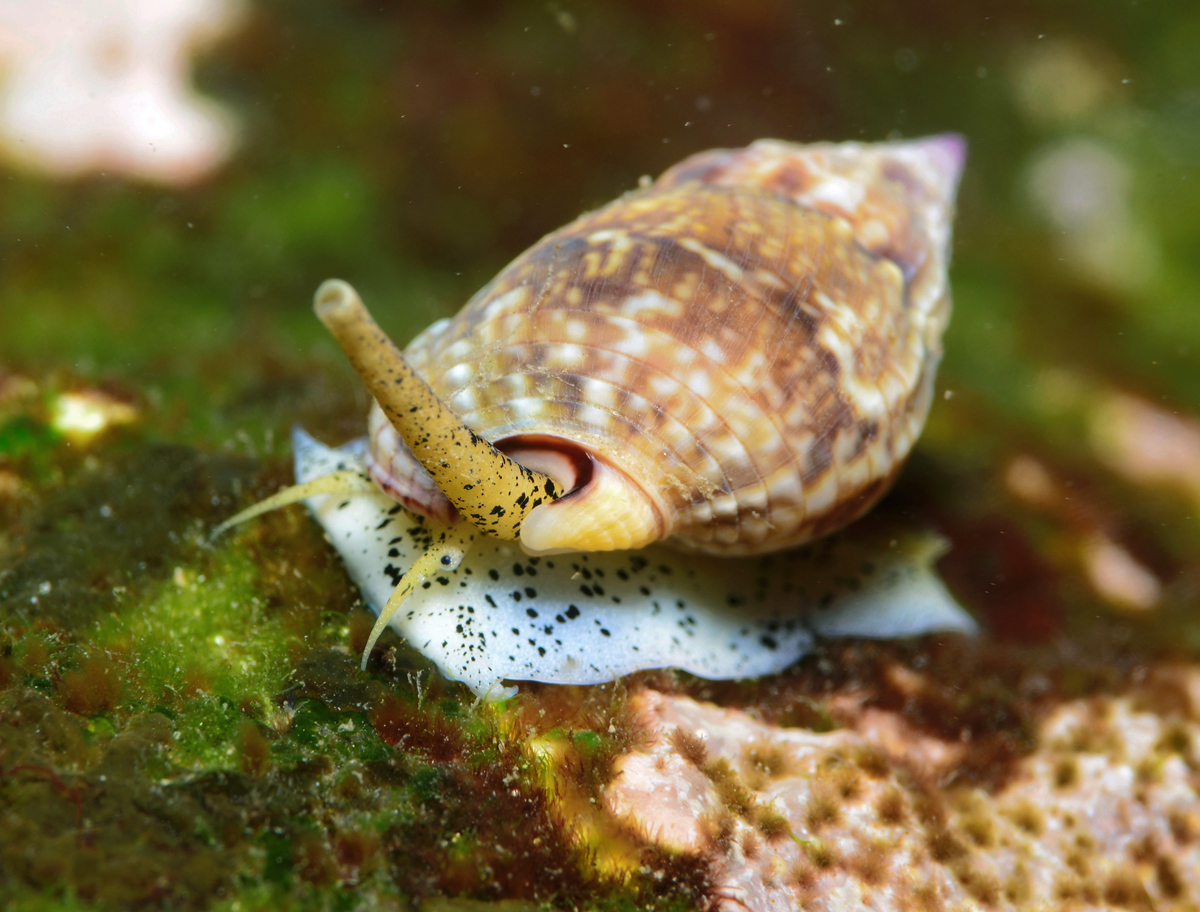
Nassarius gaudiosus

La famille Nassariidae a été décrite par le malacologue britannique Tom Iredale en 1916.

## Liste des sous-familles et genres
Selon World Register of Marine Species (18 juillet 2013) :
- Sous-famille Anentominae Strong, Galindo & Kantor, 2017
  - genre Anentome Cossmann, 1901
  - genre Clea H. Adams & A. Adams, 1855
  - genre Nassodonta H. Adams, 1867
- Sous-famille Buccinanopsinae Galindo, Puillandre, Lozouet & Bouchet, 2016
  - genre Buccinanops d'Orbigny, 1841
- Sous-famille Bulliinae Allmon, 1990
  - genre Bullia Gray, 1833
  - genre Bulliopsis Conrad, 1862 †
- Sous-famille Cylleninae Bellardi, 1882
  - genre Cyllene Gray, 1834
  - genre Nassaria Link, 1807
  - genre Tomlinia Peile, 1937
  - genre Trajana Gardner, 1948
- Sous-famille Dorsaninae Cossmann, 1901
  - genre Cyllenina Bellardi, 1882 †
  - genre Dorsanum Gray, 1847
  - genre Keepingia Nuttall & J. Cooper, 1973 †
  - genre Lisbonia Palmer, 1937 †
  - genre Monoptygma Lea, 1833 †
  - genre Pseudocominella Nuttall & J. Cooper, 1973 †
  - genre Thanetinassa Nuttall & J. Cooper, 1973 †
  - genre Whitecliffia Nuttall & J. Cooper, 1973 †
- Sous-famille Nassariinae Iredale, 1916 (1835)
  - genre Buccitriton Conrad, 1865 †
  - genre Caesia H. Adams & A. Adams, 1853
  - genre Demoulia Gray, 1838
  - genre Nassarius Duméril, 1805
  - genre Naytia H. Adams & A. Adams, 1853
  - genre Phrontis H. Adams & A. Adams, 1853
  - genre Reticunassa Iredale, 1936
  - genre Tritia Risso, 1826
- Sous-famille Photinae Gray, 1857
  - genre Antillophos Woodring, 1928
  - genre Coraeophos Makiyama, 1936 †
  - genre Cymatophos Pilsbry & Olsson, 1941 †
  - genre Engoniophos Woodring, 1928
  - genre Europhos Landau, Harzhauser, Islamoglu & Silva, 2014 †
  - genre Glyptophos Landau, da Silva & Heitz, 2016 †
  - genre Judaphos Jung, 1995 †
  - genre Metaphos Olsson, 1964
  - genre Neoteron Pilsbry & Lowe, 1932
  - genre Northia Gray, 1847
  - genre Philindophos Shuto, 1969 †
  - genre Phos Montfort, 1810
  - genre Rhipophos Woodring, 1964 †
  - genre Strombinophos Pilsbry & Olsson, 1941
  - genre Tritiaria Conrad, 1865 †
- Nassariidae non assignés
  - genre Adinopsis Odhner, 1923
  - genre Soyonassa Okutani, 1964

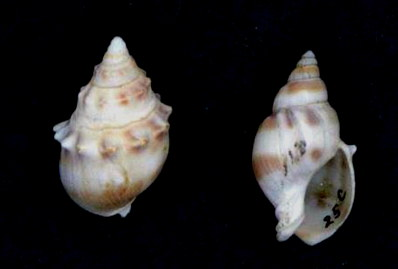
Buccinanops monilifer
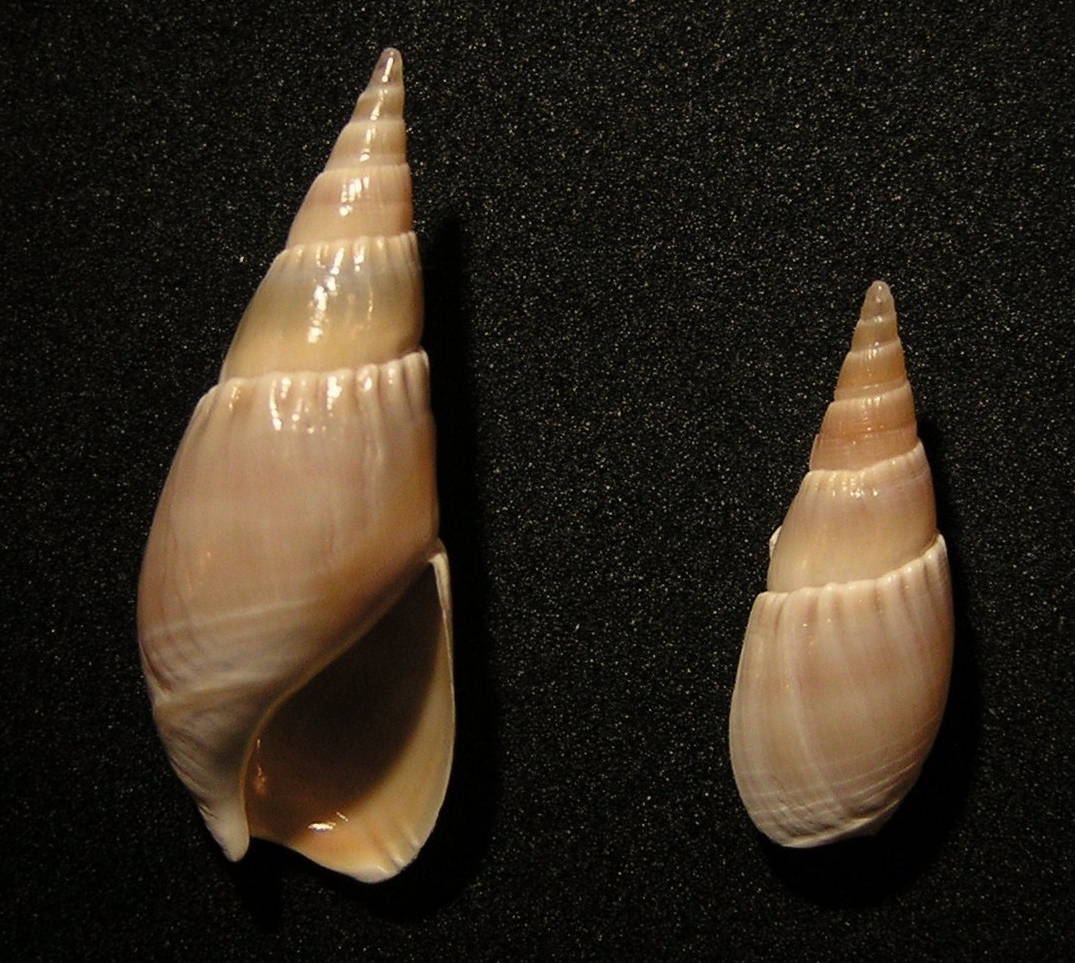
Bullia natalensis
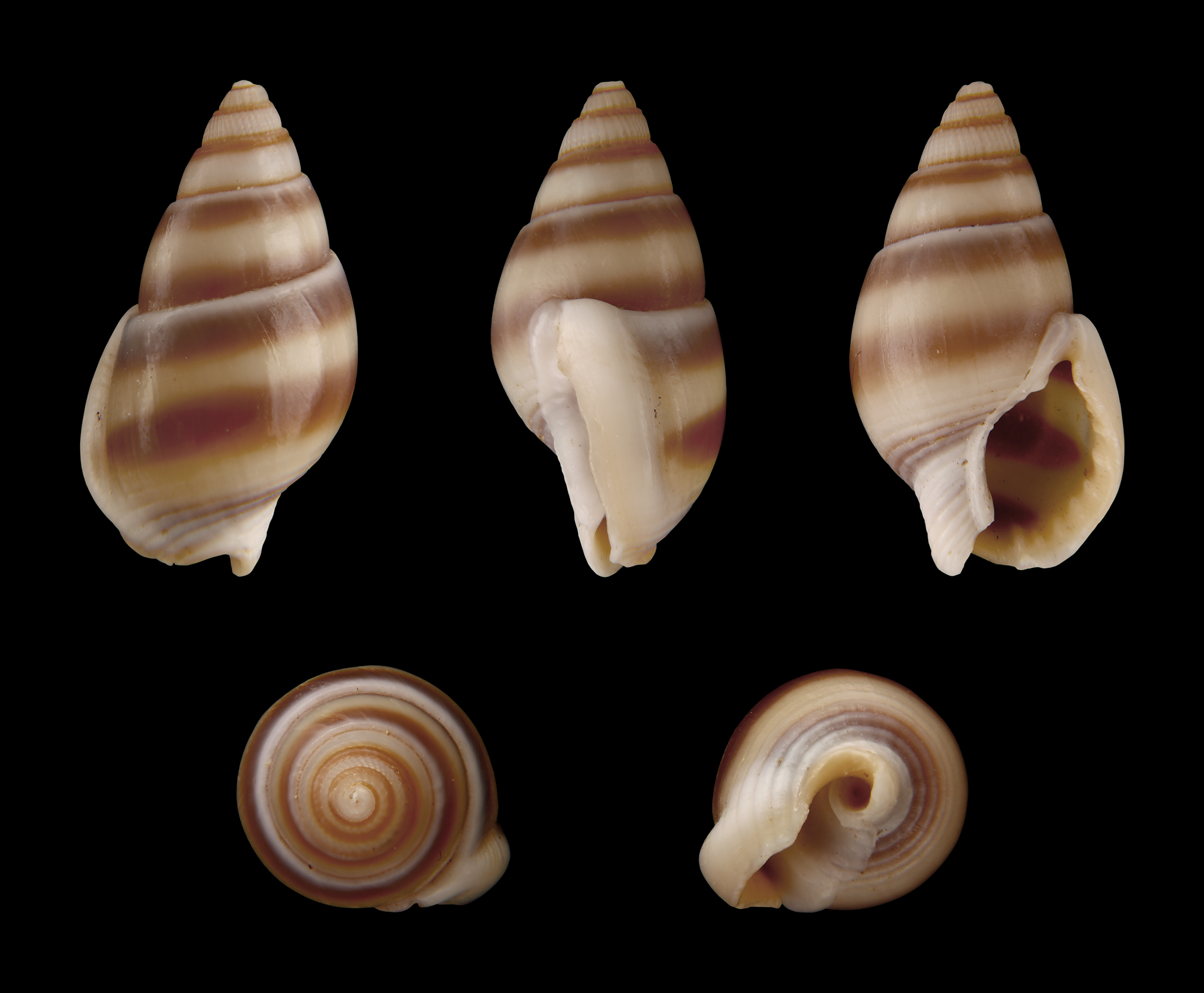
Nassarius reeveanus
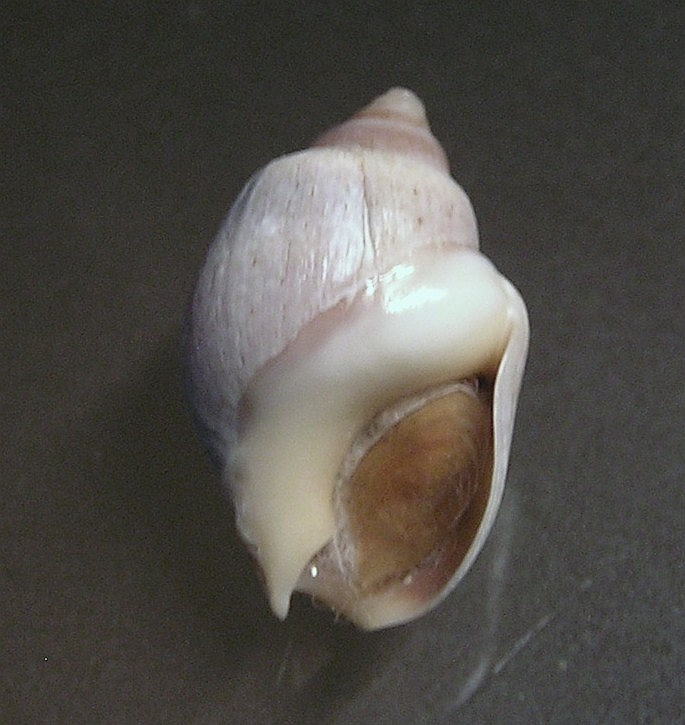
Buccinanops deforme
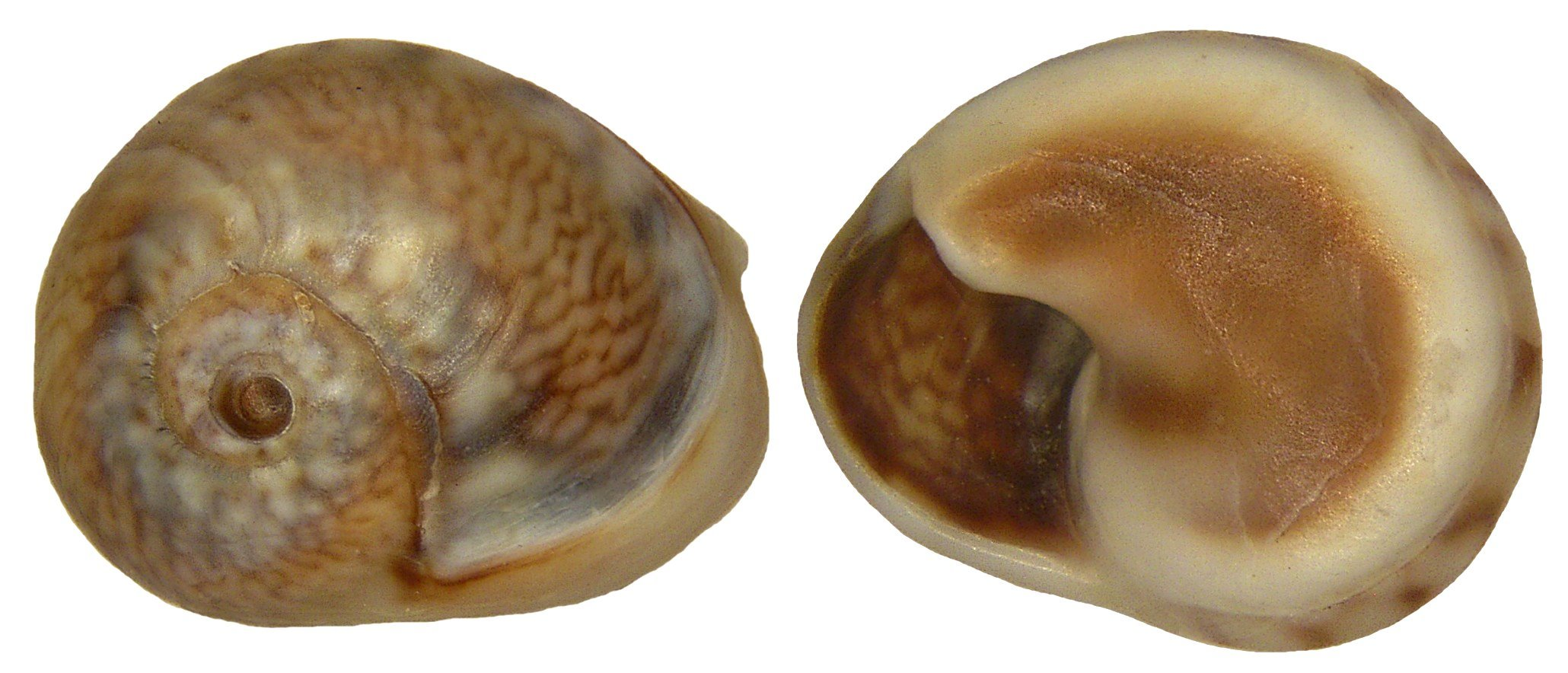
Cyclope neritea
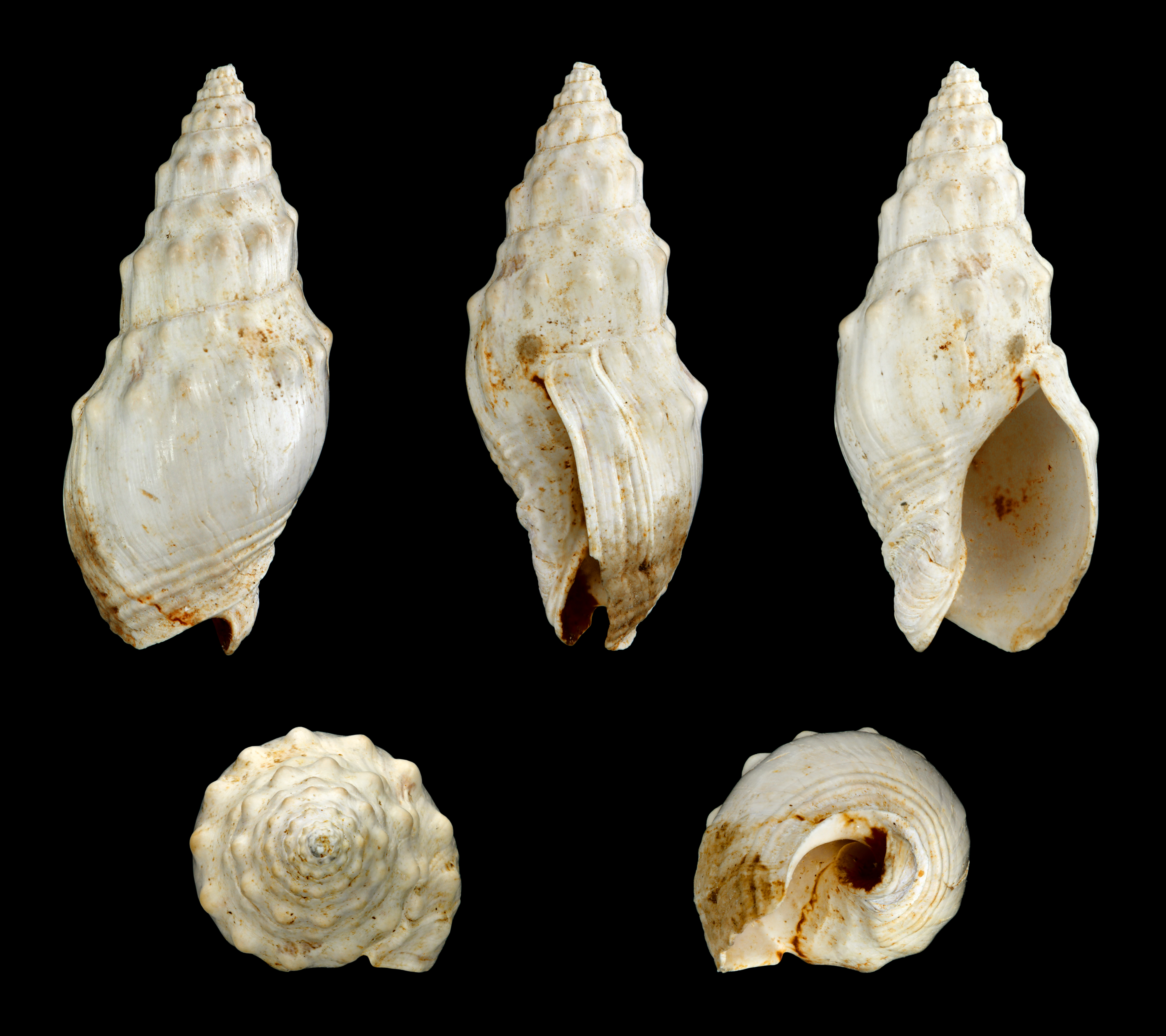
Cyllene baccata
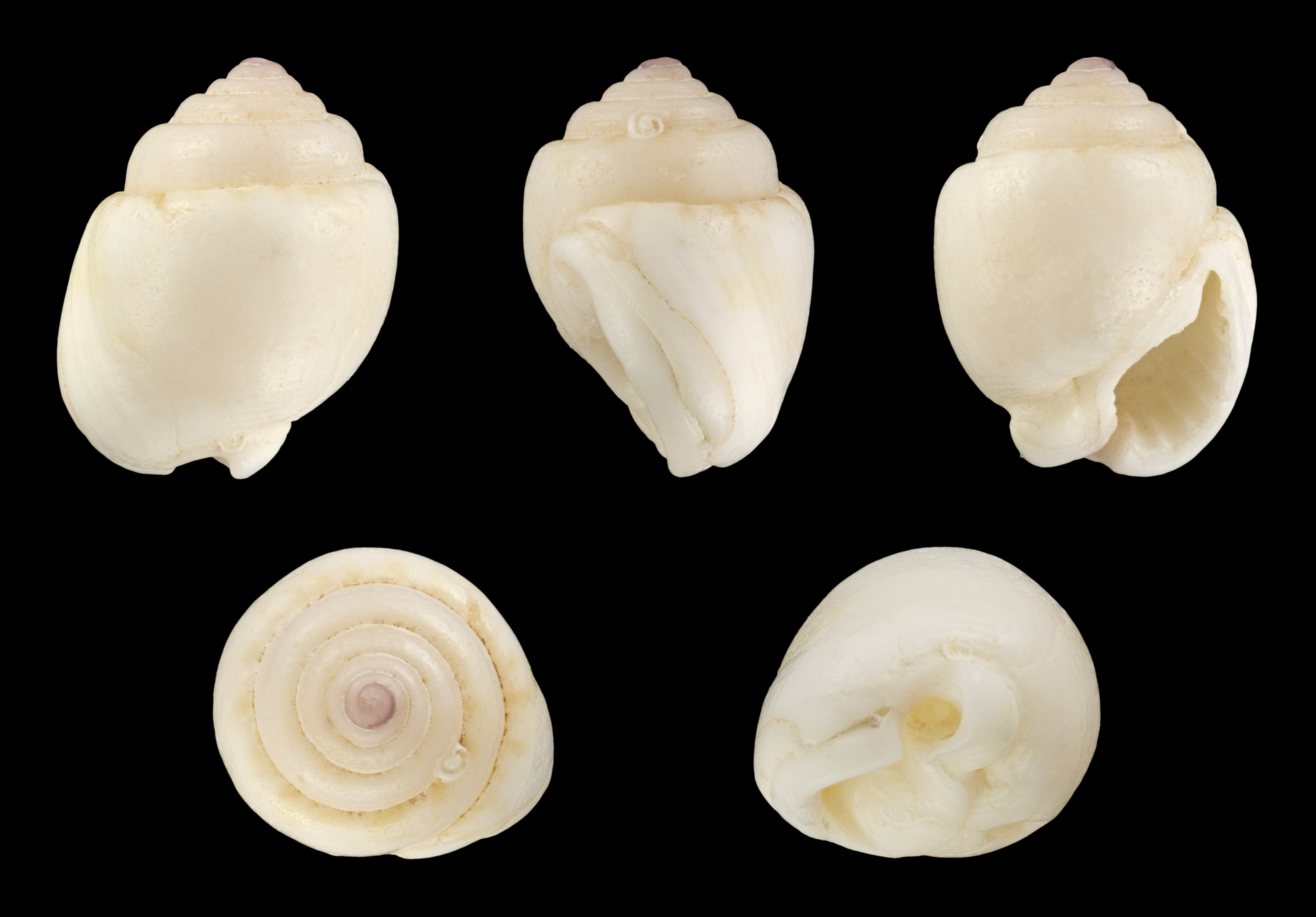
Demoulia obtusata
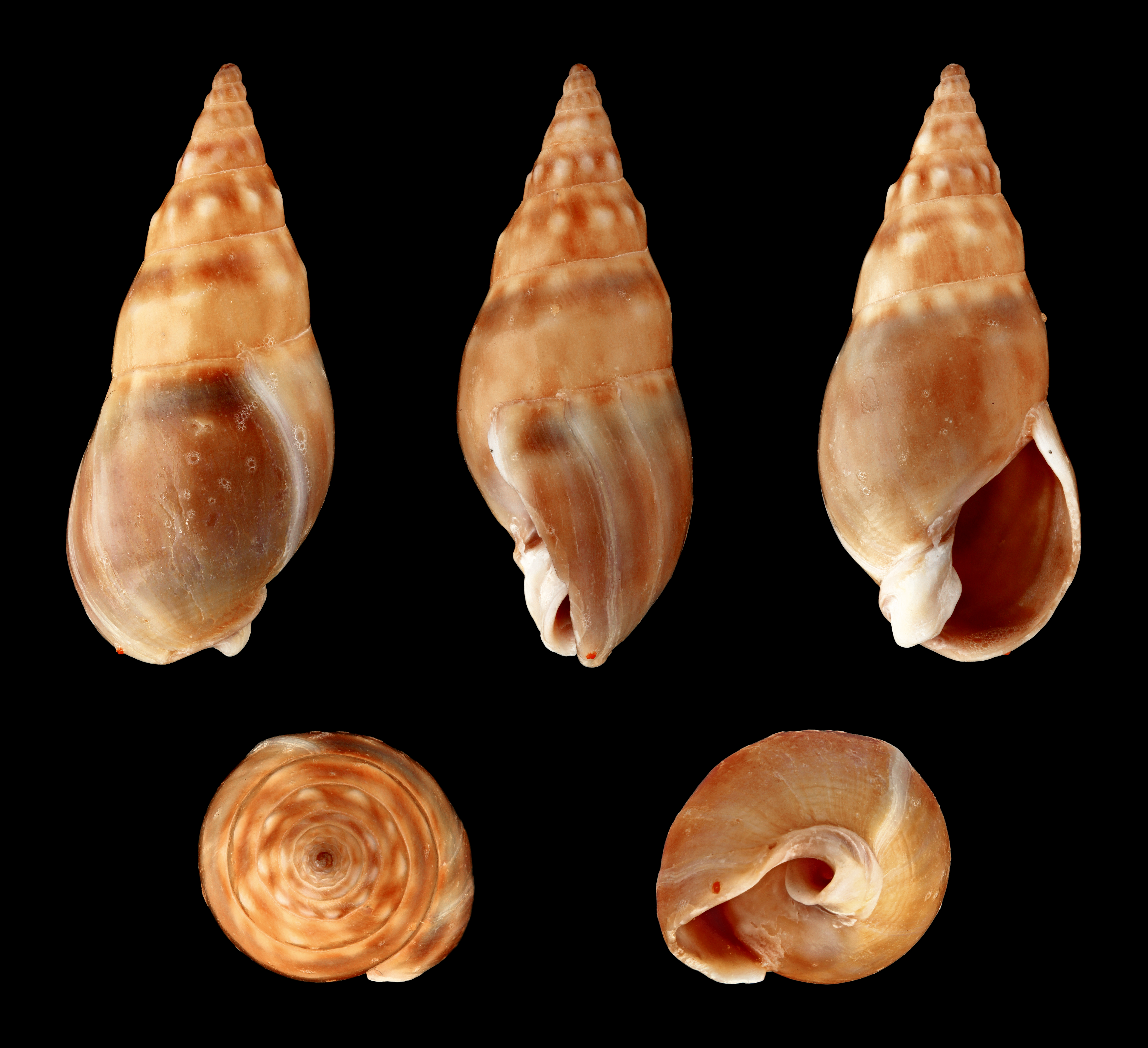
Dorsanum miran
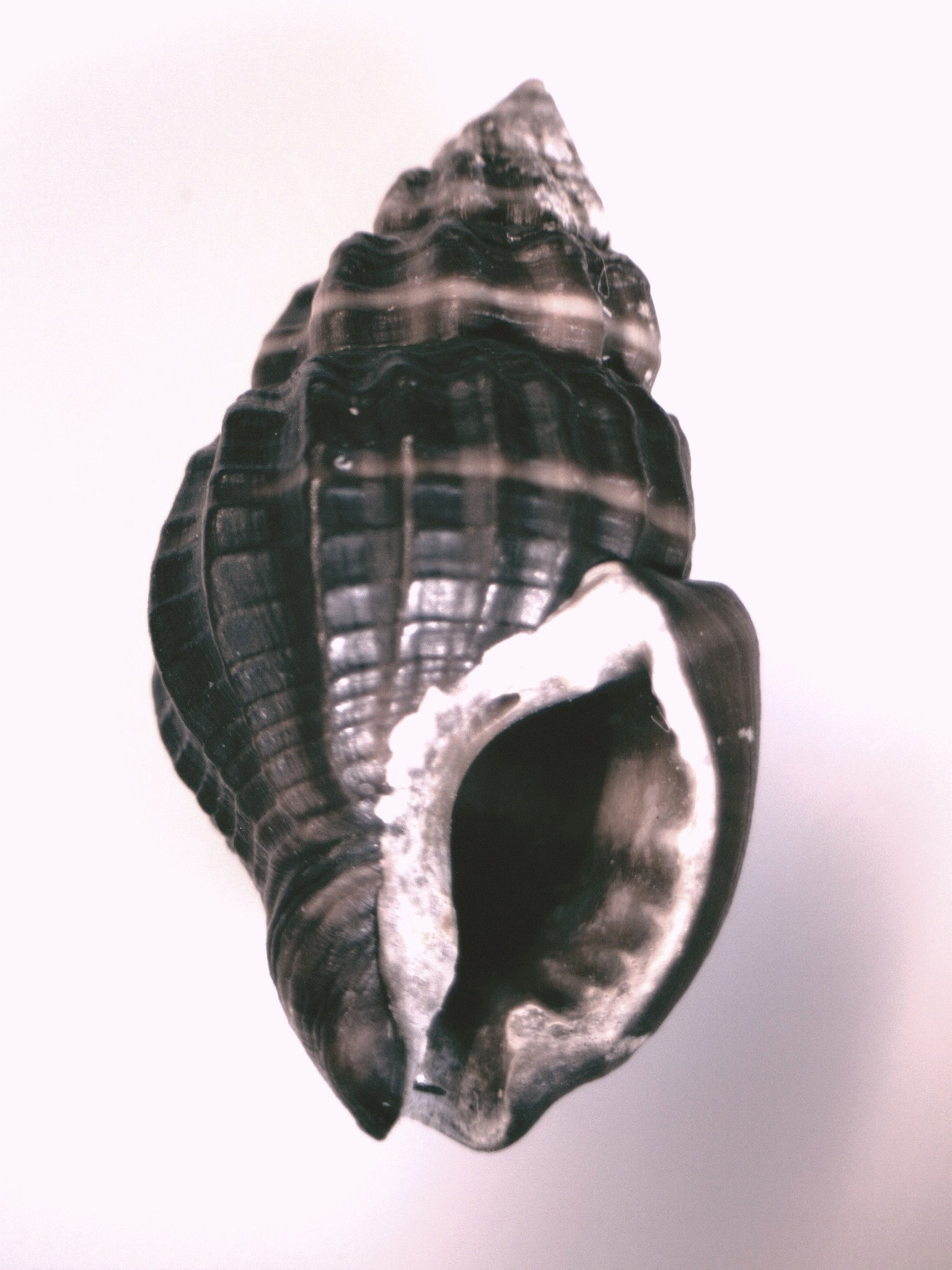
Hebra corticata
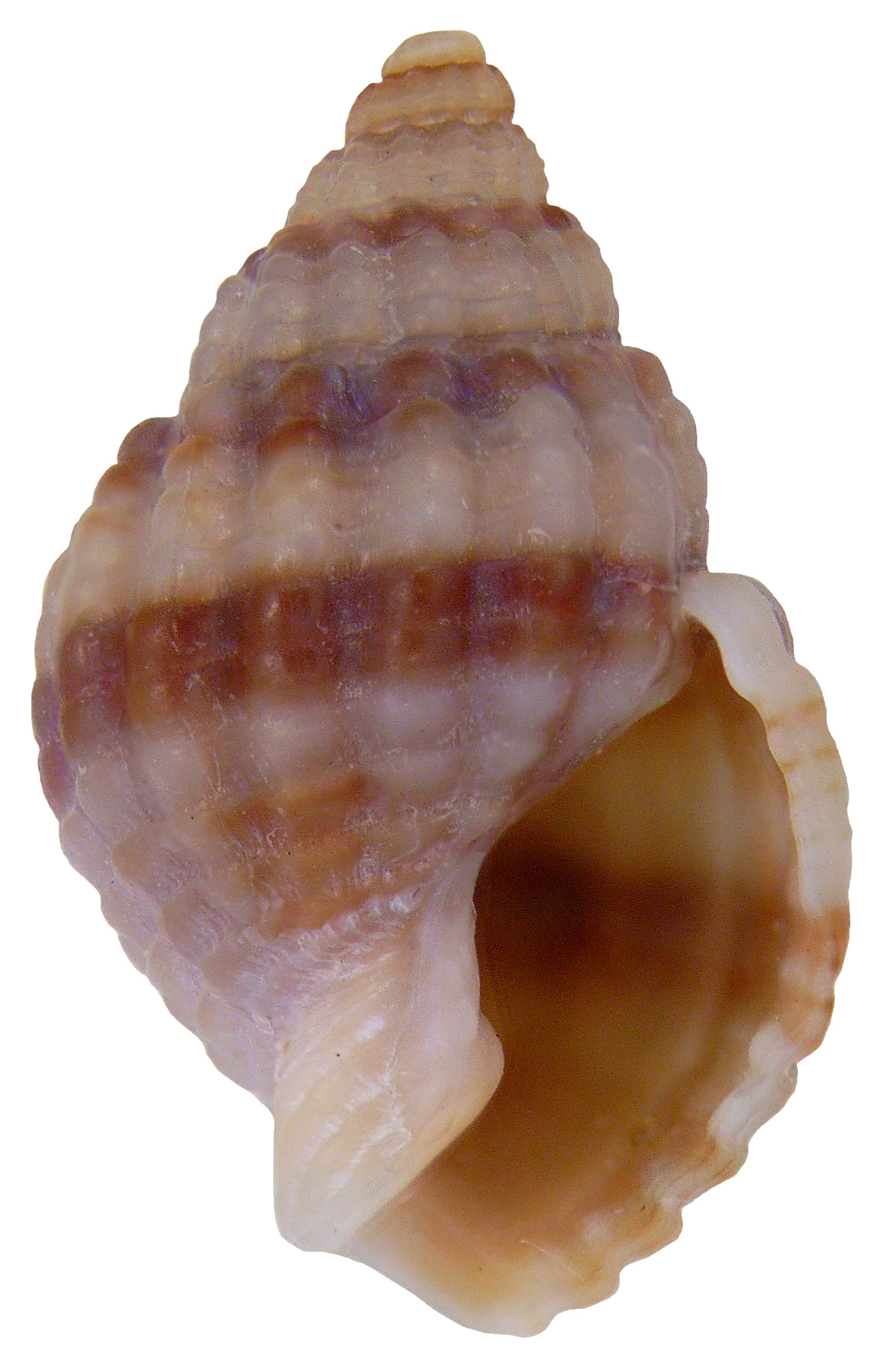
Hinia incrassata
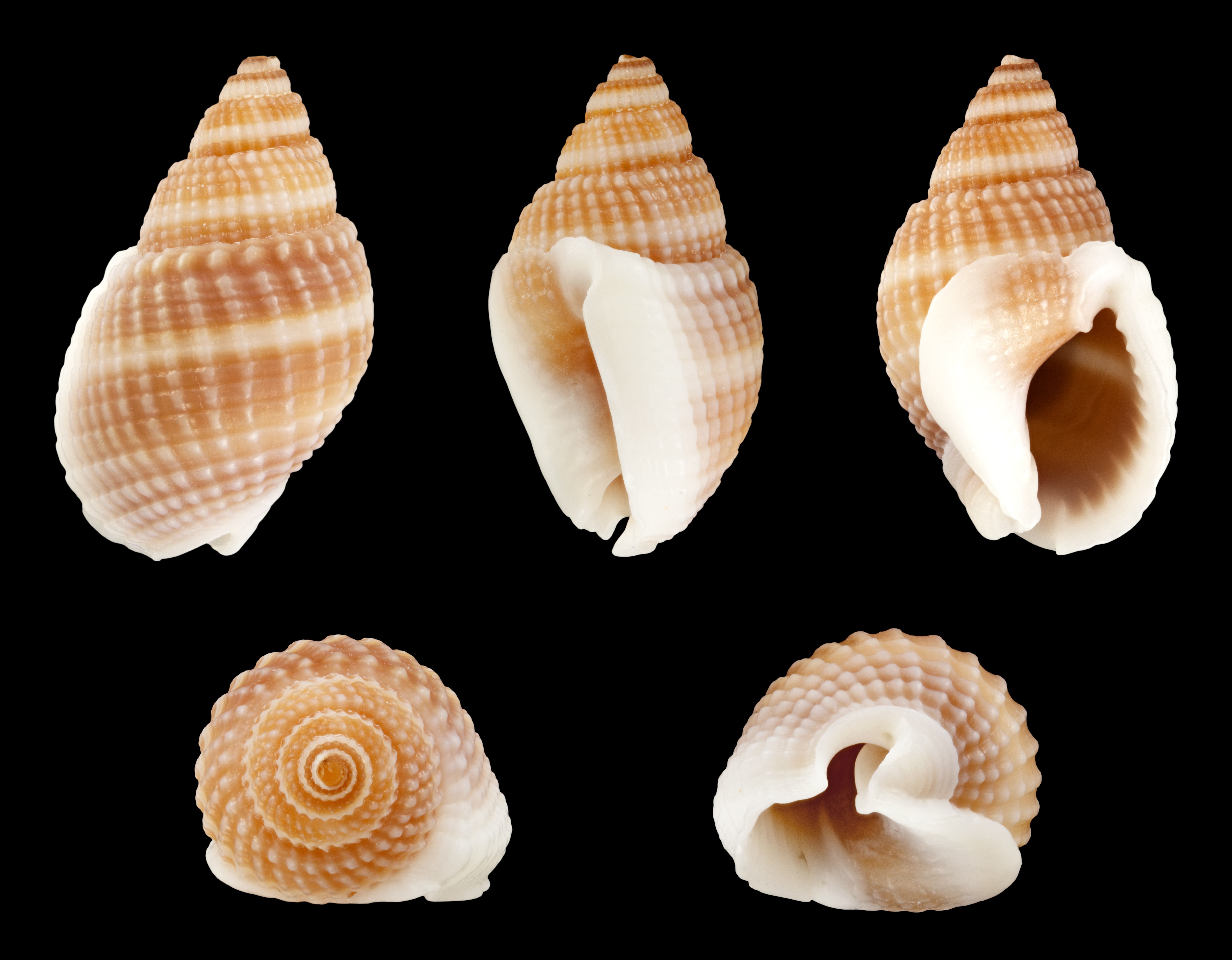
Nassarius livescens
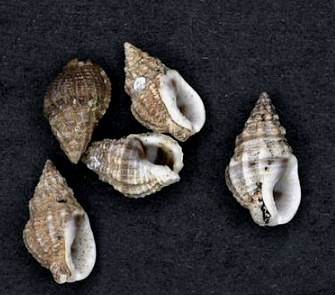
Phrontis polygonata
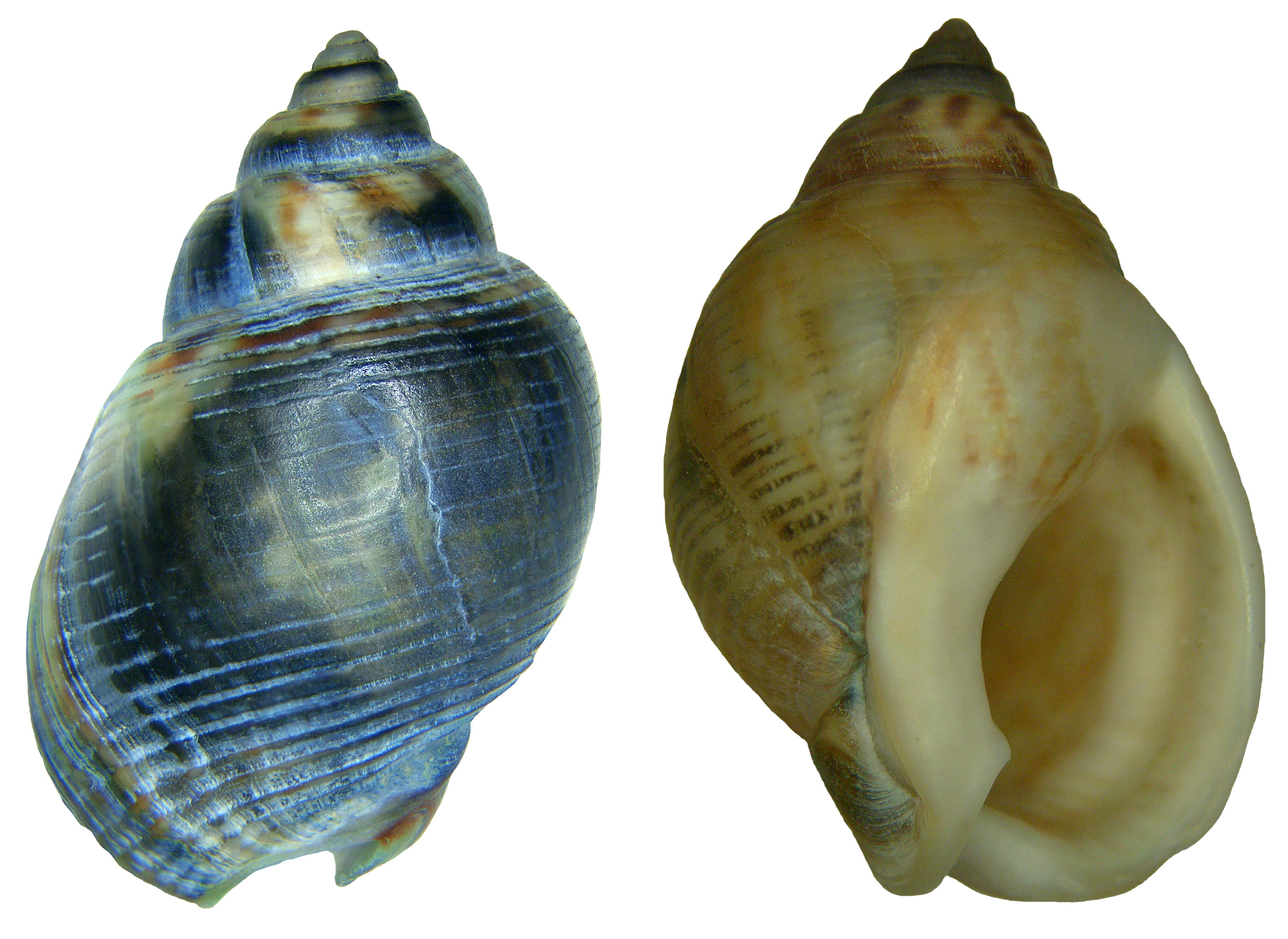
Sphaeronassa mutabilis
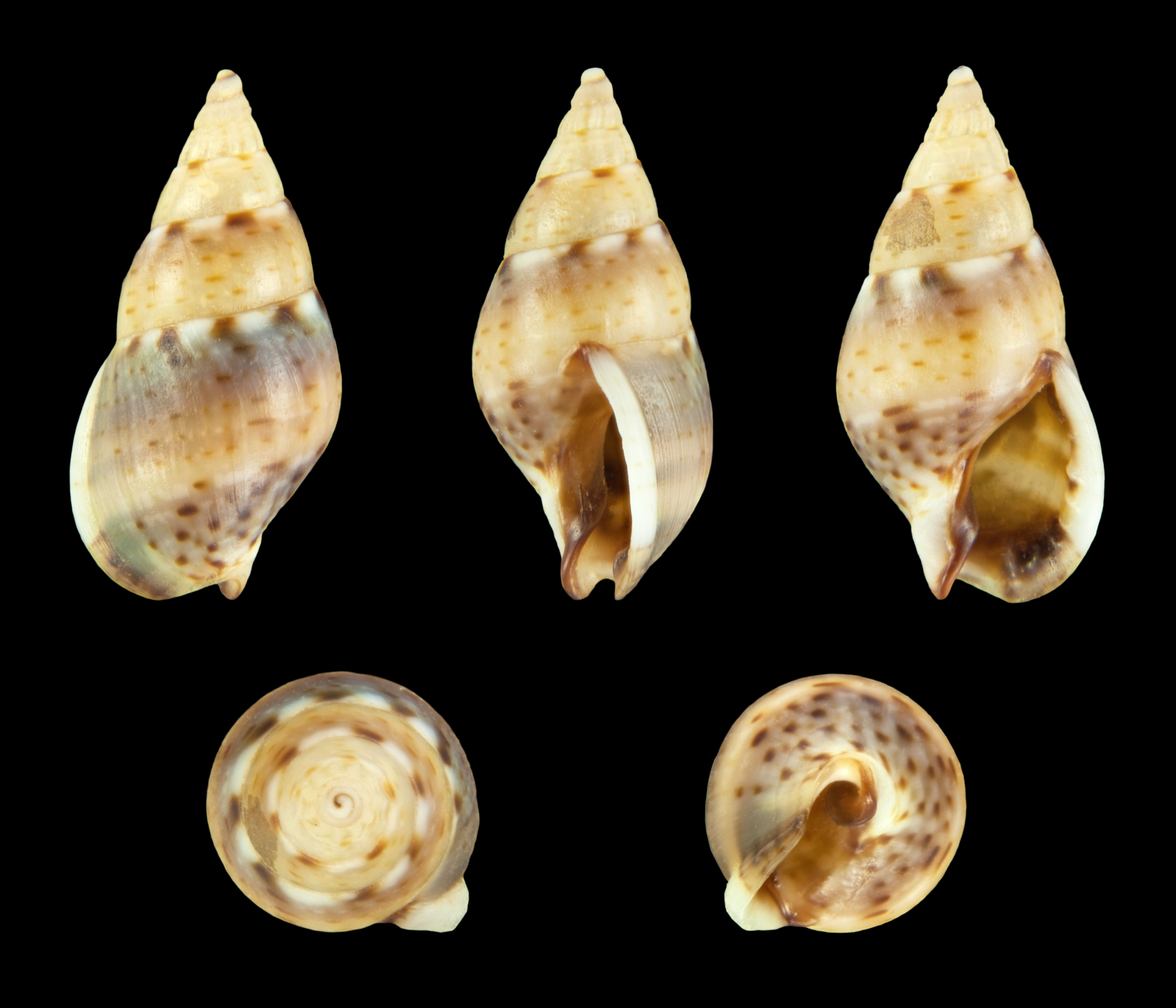
Tritia corniculum var. minor
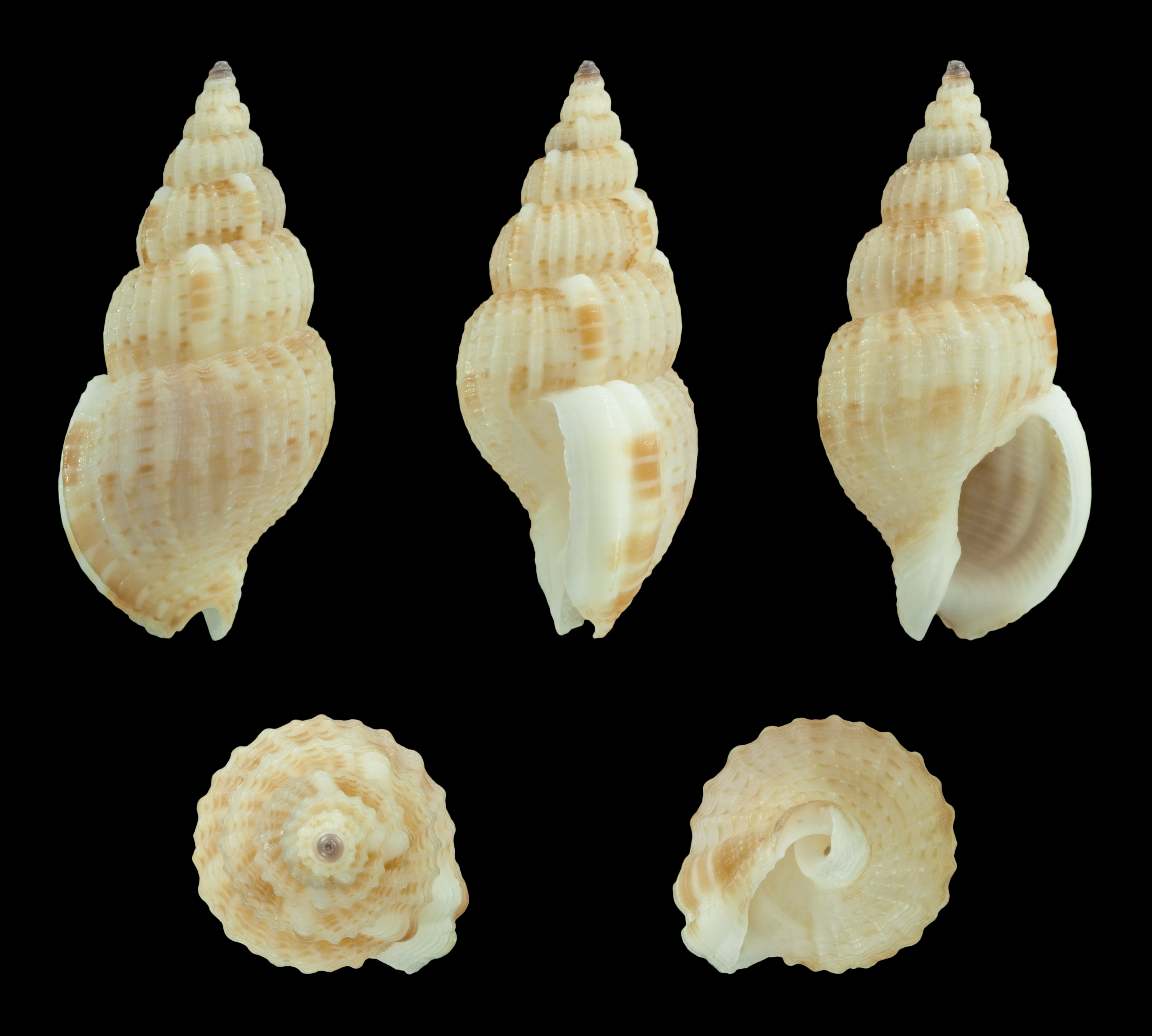
Phos hirasei
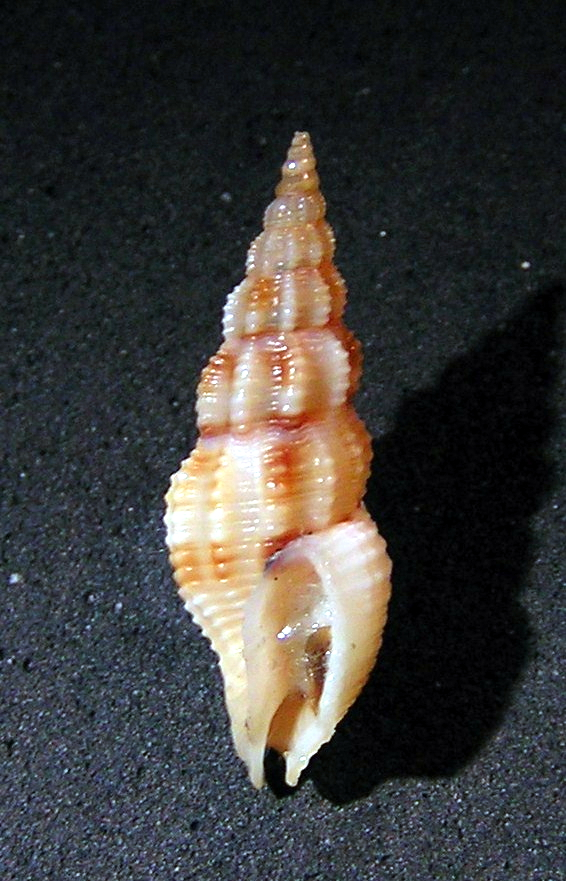
Metaphos dejanira
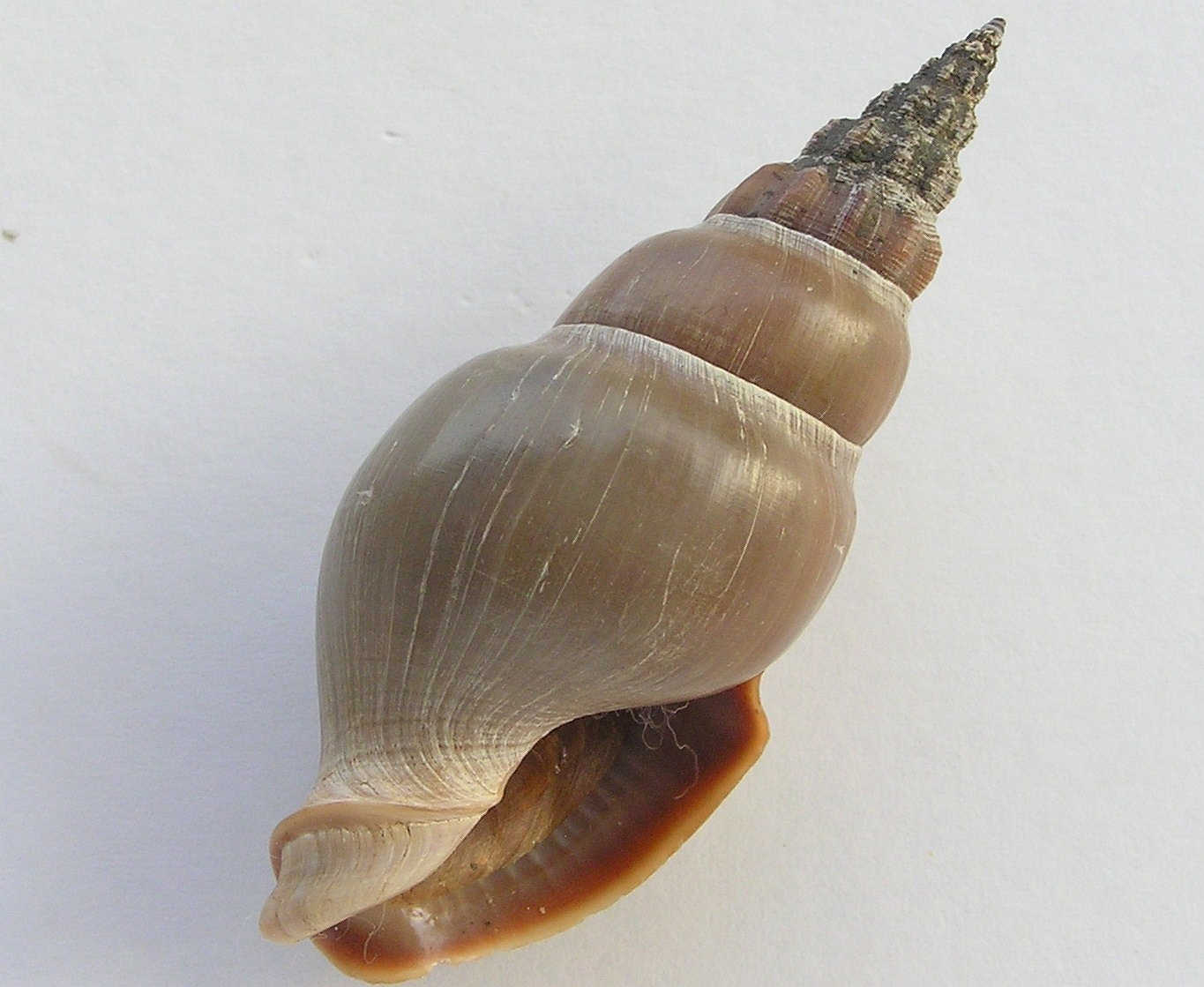
Northia northiae
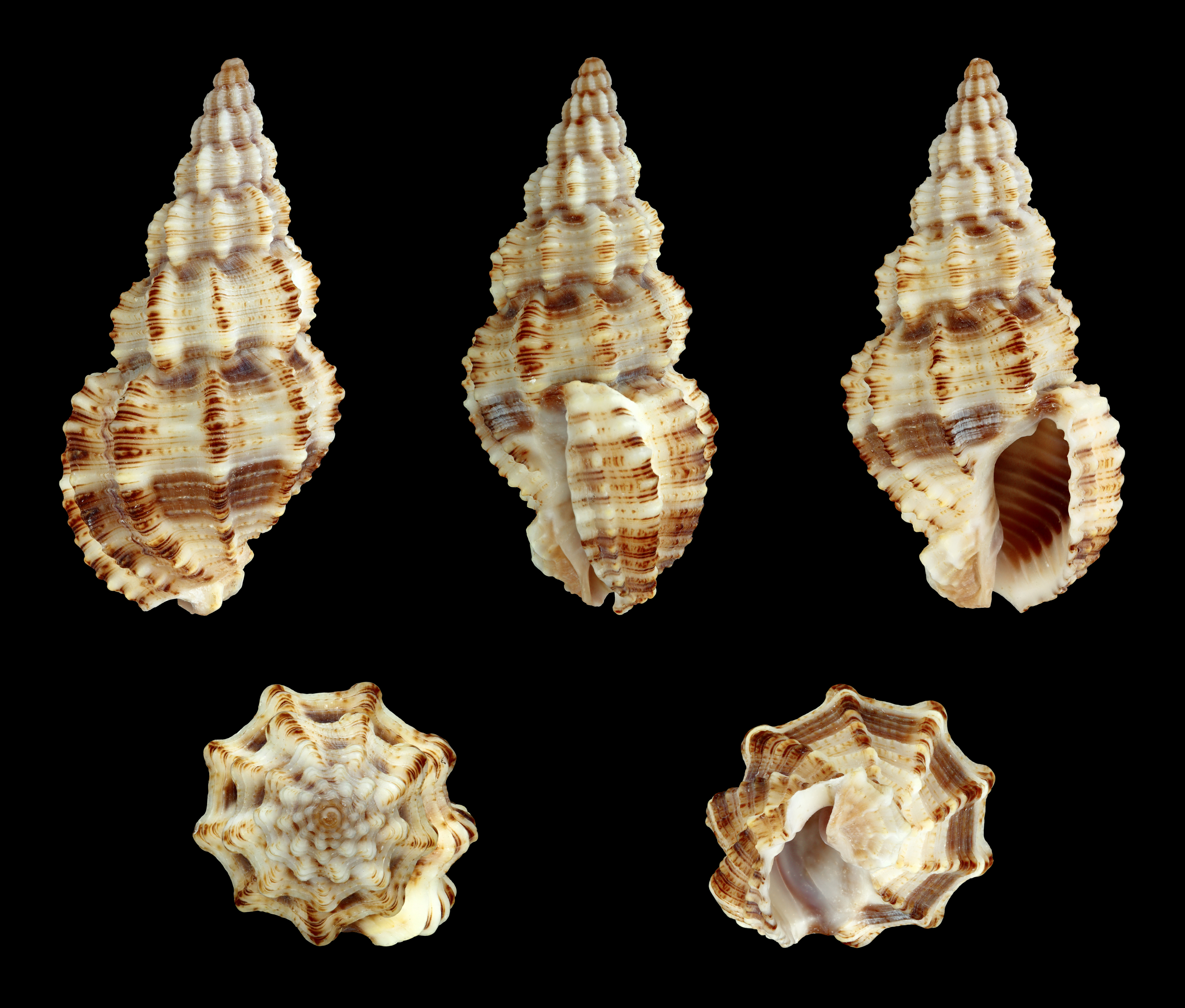
Phos senticosus